# Museo della tecnica di Vienna
Il Museo della tecnica di Vienna (in tedesco Technisches Museum Wien) è un museo viennese dedicato alla storia della tecnica, con particolare riguardo alla partecipazione austriaca allo sviluppo tecnologico. È uno dei più antichi musei del suo genere.
Il museo è situato nella zona ovest della città, nel distretto di Penzing, in Mariahilfer Straße 212 e dispone di una superficie espositiva di circa 22.000 m2.

## Storia
Il 20 giugno 1909 l'imperatore Francesco Giuseppe I d'Austria pose la prima pietra del museo. L'inaugurazione era programmata per la fine del 1914, ma fu rimandata in seguito all'assassinio dell'erede al trono Francesco Ferdinando d'Asburgo-Este e al successivo scoppio della prima guerra mondiale. Una nuova inaugurazione fu programmata per il 2 dicembre 1916, ma con l'inasprimento del conflitto fu posticipata a tempo indefinito.
Durante il conflitto i due responsabili del museo, Wilhelm Exner e Ludwig Erhard, per via delle loro diverse posizioni ideologiche e politiche, discussero aspramente sull'inserimento nel museo di armi ed equipaggiamenti militari. Alla fine, Exner, che era pacifista, ebbe la meglio, e il museo non diventò mai un "museo della guerra".

Nel 1918, sebbene molti oggetti mancassero ancora, Exner cercò di far aprire il museo il prima possibile, perché voleva impedire che l'edificio venisse occupato e usato in modi alternativi dopo la fine della guerra. Finalmente il 6 maggio 1918, sfruttando il settantesimo anniversario dell'incoronazione dell'imperatore Francesco Giuseppe I d'Austria, il museo aprì le porte ai primi visitatori. Anche se gli orari di apertura erano molto limitati e gli oggetti esposti pochi, entro la fine del 1918 circa 80.000 persone visitarono il museo.

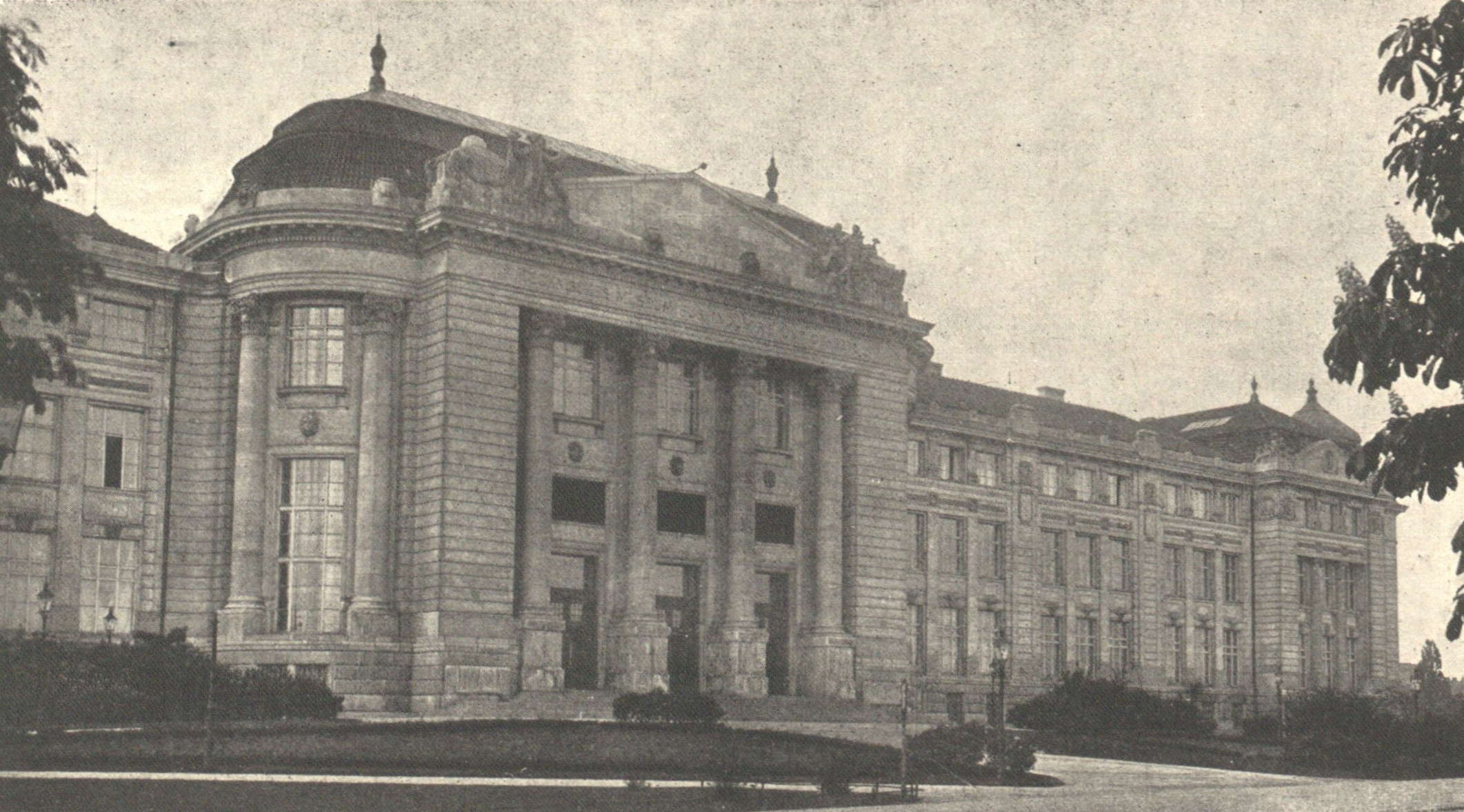
Il Museo della tecnica di Vienna nel 1918

Nonostante il grande numero di visitatori, i problemi finanziari rischiarono di far chiudere il museo, fino a quando il governo austriaco decise di salvarlo e di finanziarlo. Da allora, i finanziamenti furono sospesi solo durante la seconda guerra mondiale.
Negli anni Novanta, con l'avvicinarsi del centesimo anniversario dall'inaugurazione, il museo è stato ristrutturato e ammodernato, e nel 1999 è stato riaperto al pubblico.

## Architettura
Progettato dall'architetto Hans Schneider, il museo si presenta in uno stile neo-barocco con forme appariscenti e con moderne aggiunte in vetro e alluminio.

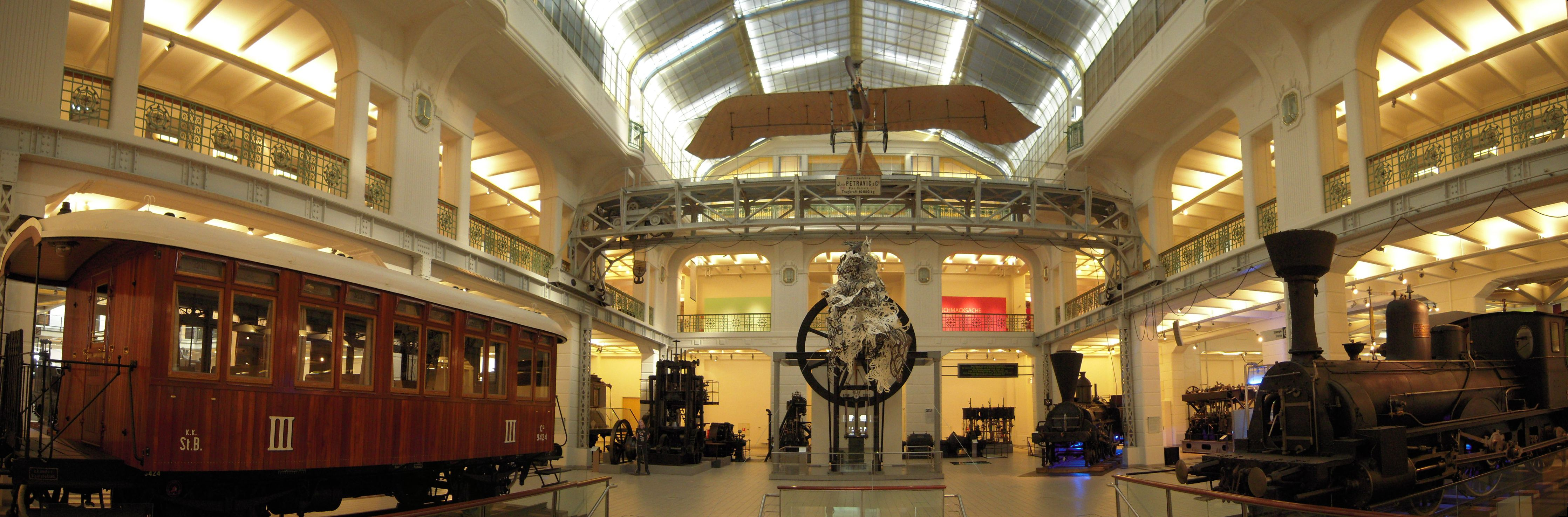
Interno del Museo della tecnica di Vienna

## Collezione
Gli oggetti del museo sono divisi in macro-aree tematiche:
- Oggetti di uso quotidiano
- Energia e industria mineraria
- Informazione e comunicazione
- Tecnologie per la produzione artigianale e industriale
- Principi tecnici e scientifici
- Mezzi di trasporto

### Alcuni oggetti esposti
Il Technisches Museum vanta una collezione unica di pezzi progettati o prodotti in Austria, ma ha anche un vasto numero di oggetti provenienti da tutto il mondo e legati a tecnologia, scienza, fisica, astronomia, energia, ingegneria, trasporti, elettronica e design. Per esempio:

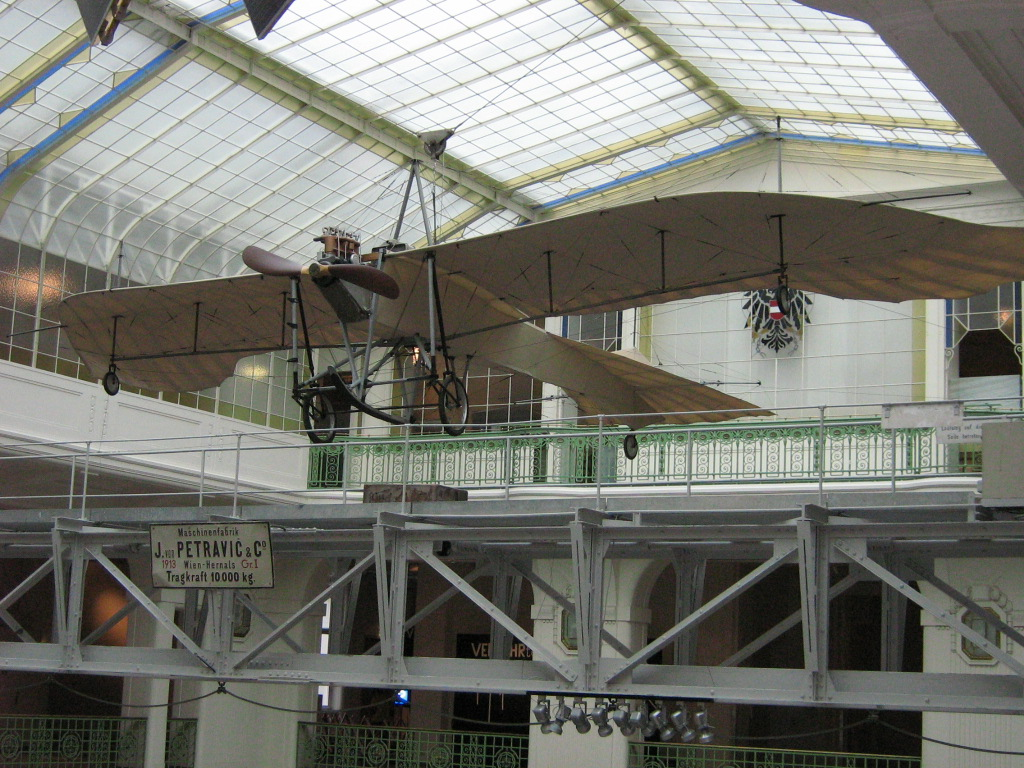
Etrich-II Taube (1910)
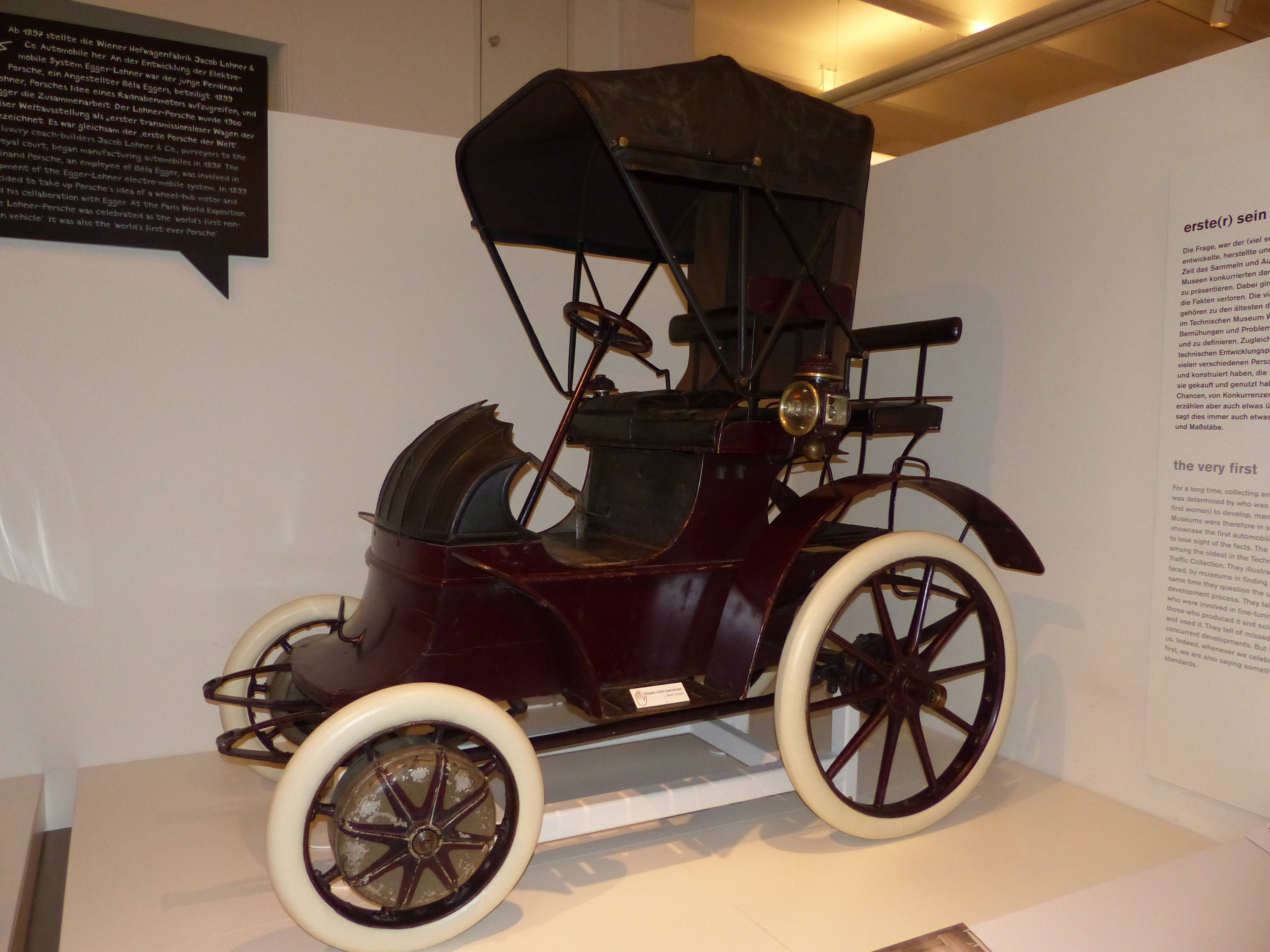
Elektrofahrzeug Lohner-Porsche (1900)
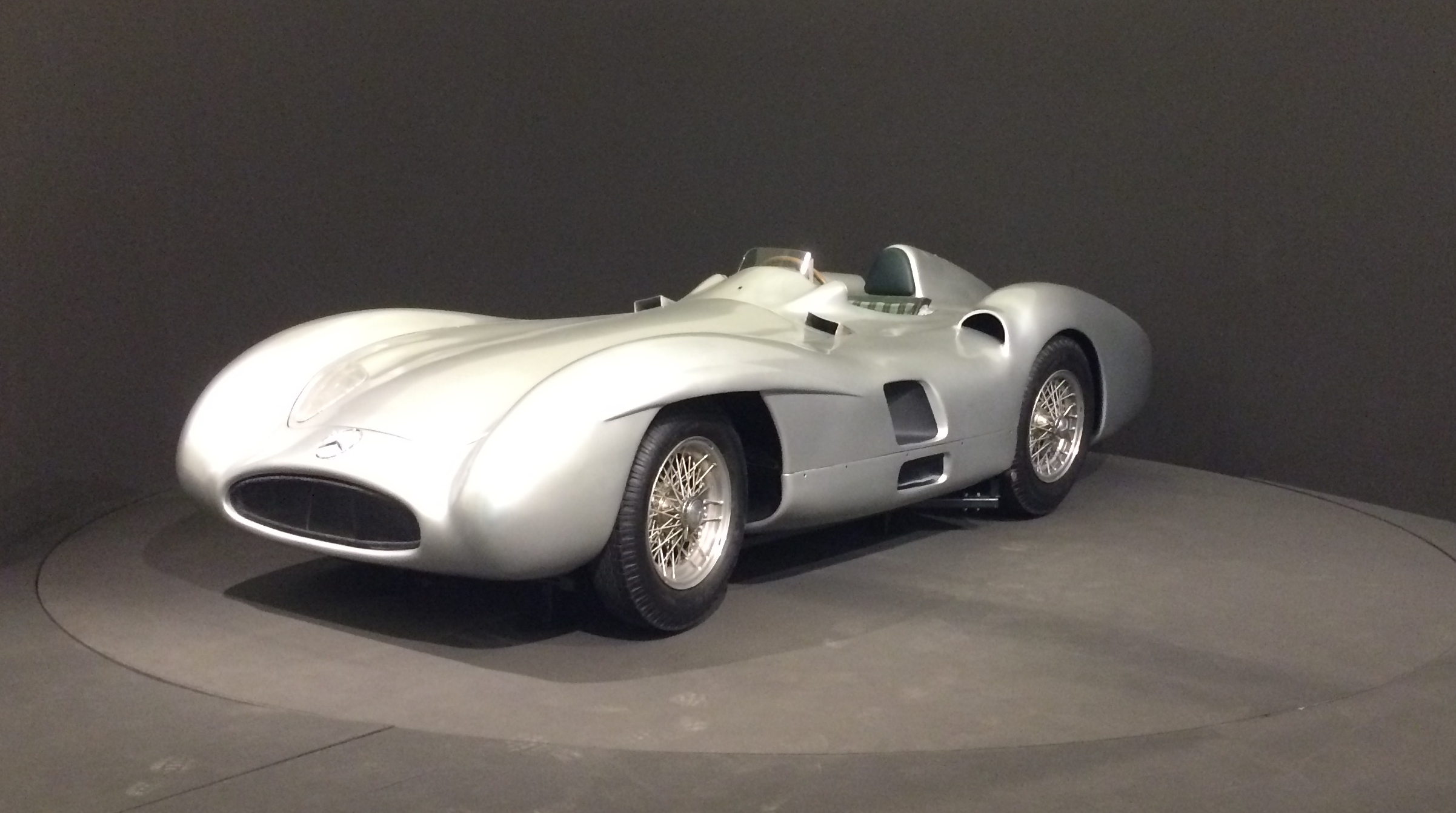
Mercedes W 196 "Silberpfeil" (1954)

- Hofsalonwagen, carrozza ferroviaria di Elisabetta d'Austria del XIX secolo.[8]
- Dampflokomotive "Ajax", locomotiva a vapore più antica d'Europa.[9]
- AS 355 F-1, elicottero per elisoccorso del 1983.[10]
- Aviatik-Berg D I, aereo da caccia austriaco del 1918, impiegato nella prima guerra mondiale .[11]
- De Havilland DH 104 Dove, aereo civile del 1957.[12]
- Vanguard I, replica del secondo satellite statunitense lanciato in orbita nel 1958.[13]
- Englisches Hochrad Rudge, biciclo del 1885.[14]
- Laurin & Klement B-Z-N, motocicletta del 1905.[15]
- Marcus-Wagen, automobile del 1888.[16]
- Furnierkreissäge, sega circolare del 1816.[17]
- Stereoskop-Betrachter, visualizzatore stereoscopico del 1900.[18]

- Elektronenmikroskop DSM 940, microscopio elettronico del 1993, che consente un ingrandimento fino a 200.000 volte.[19]
- Massenspektrometer, spettrometro di massa del 1975.[20]
- Berliner Standard Gram-o-phon, grammofono del 1900.[21]
- Edison Triumph Phonograph, fonografo inventato da Thomas A. Edison nel 1895.[22]
- Enigma, macchina elettro-meccanica per cifrare e decifrare messaggi utilizzata dalle forze armate tedesche durante la seconda guerra mondiale.[23]
- Cinématograph, macchina per registrare, riprodurre e copiare filmati del 1895.[24]
- Polaroid Speedliner Model 95°, fotocamera istantanea del 1954.[25]
- Mechanischer Staubsauger, aspirapolvere meccanico del 1900.[26]

- Quecksilberdampfgleichrichter, raddrizzatore al mercurio per alimentare motori elettrici del 1929.[27]

- Jellineks Rettungstornister für elektrische Unfälle, kit di pronto soccorso per incidenti di natura elettrica del 1915.[28]

Il Technisches Museum presta e scambia regolarmente pezzi della propria collezione con musei e istituzioni culturali di tutto il mondo.

### Criteri espositivi
Il Technisches Museum Wien espone e conserva oggetti che hanno avuto un forte impatto nel progresso tecnologico, così che le generazioni avvenire ne possano beneficiare per sviluppare nuove idee per affrontare i problemi del futuro.

### Conservazione e restauro
Per preservare gli oggetti, lo staff del Dipartimento di Conservazione e Restauro del museo usa un approccio di conservazione preventiva, intervenendo prima che insorgano processi di degrado fisici, chimici e biologici o che si manifesti un guasto.
Prima che un pezzo venga trattato, tutti i dati e i documenti relativi all'oggetto vengono raccolti e consultati. Questo per consentire ai restauratori di individuare la tecnica migliore di restauro o di manutenzione.
Le complesse tecnologie e la varietà di materiali sui quali effettuare interventi richiedono una profonda conoscenza dei vari campi della tecnologia, della scienza, dell'arte e della storia. Lo staff del Technisches Museum è composto da specialisti di varie discipline che collaborano e si completano a vicenda. Occasionalmente esperti esterni sono chiamati a integrare la squadra.

## Catalogo online
Nel corso degli anni, la collezione del Technisches Museum Wien è stata ampliata con centinaia di migliaia di oggetti e materiali. Dato che lo spazio a disposizione è limitato, solo il 5% circa dei pezzi di proprietà del museo è esposto. Per dare a tutti l'opportunità di poter ammirare, consultare e studiare il restante 95%, gli oggetti, prima di essere collocati nei depositi e negli archivi, vengono catalogati e fotografati per poi essere caricati sul database di raccolta online del Technisches Museum.